# Марково (Оршанський район)
Ма́рково (рос. Марково, марій. Марково) — присілок у складі Оршанського району Марій Ел, Росія. Адміністративний центр Марковського сільського поселення.

## Населення
Населення — 754 особи (2010; 717 у 2002).
Національний склад (станом на 2002 рік):
- марійці — 63 %
- росіяни — 34 %